# Fiorenza Sanudo
Fiorenza Sanudo (fallecida en 1371) fue la hija y sucesora de Giovanni I, duque de Naxos, en 1362, reinando con su segundo marido hasta su muerte.
Su primer matrimonio fue con Giovanni dalle Carceri, señor de Eubea, pero murió en 1358. Trató de volver a casarse, primero con el genovés Pietro Recanelli, capitán de Esmirna y miembro de la Maona di Chio e di Focea, y después con Nerio I Acciaioli, el futuro duque de Atenas, pero ambos potenciales maridos fueron vetados por la República de Venecia, que la secuestraron y llevaron a Creta. Allí fue obligada a casarse en 1364 con su primo Niccolò Spezzabanda, a quien los venecianos titularon como el octavo duque consorte.
Florencia murió en 1371 y fue sucedida por su hijo con Giovanni, Niccolò dalle Carceri. Con su primo tuvo únicamente hijas: María, que heredó de Andros, e Isabela Sanudo.